# Båsmoen
Båsmoen est une localité du comté de Nordland, en Norvège.

## Géographie
Administrativement, Båsmoen fait partie de la kommune de Rana.